# Episodi di That '80s Show
La prima e unica stagione della serie televisiva That '80s Show è andata in onda negli Stati Uniti sul canale FOX dal 23 gennaio 2002 al 29 maggio 2002. 
In Italia la serie è inedita ma non è ancora andata in onda.
| n° | Titolo originale           | Prima TV USA     |
| -- | -------------------------- | ---------------- |
| 1  | Eighties (That 80's Pilot) | 23 gennaio 2002  |
| 2  | Valentine's Day            | 30 gennaio 2002  |
| 3  | Tuesday Comes Over         | 6 febbraio 2002  |
| 4  | Corey's Remix              | 13 febbraio 2002 |
| 5  | My Dead Friend             | 20 febbraio 2002 |
| 6  | Spring Break '84           | 6 marzo 2002     |
| 7  | Katie's Birthday           | 27 marzo 2002    |
| 8  | After the Kiss             | 10 aprile 2002   |
| 9  | Double date                | 17 aprile 2002   |
| 10 | Punk Club                  | 24 aprile 2002   |
| 11 | Road Trip                  | 6 maggio 2002    |
| 12 | Beach Party                | 7 maggio 2002    |
| 13 | Sophia's Depressed         | 29 maggio 2002   |

## Eighties (That 80's Pilot)
- Diretto da: David Trainer
- Scritto da: Mark Brazill & Terry Turner & Linda Wallem

### Trama
Corey incontra Tuesday e non va d'accordo con lei, lasciando il negozio di dischi per lavorare per suo padre, ma non prima di averla vinta in una guerra di insulti. Sophia rivela la sua cotta per Katie. Corey torna alla Permanent Record alla fine dell'episodio, portando Tuesday, che si è sciolta i capelli dopo l'insulto di Corey, a prendere un caffè.

## Valentine's Day
- Diretto da: Terry Hughes
- Scritto da: Cindy Caponera

### Trama
Una scatola di cioccolatini si presenta al Permanent Record, e Margaret inganna sia Corey che Tuesday facendogli credere che l'altro li abbia comprati come regalo, spaventando entrambi nella loro "non-relazione". Owen torna a casa dalla Marina per far visita a Katie. R. T. è depresso perché è solo, e la gang lo porta al Club Berlin per trovargli un appuntamento.

## Tuesday Comes Over
- Diretto da: Terry Hughes
- Scritto da: Elaine Aronson

### Trama
Tuesday fa una doccia da Corey, senza che lui lo sappia, dopo che Katie scopre che sta dormendo in macchina. Nel frattempo, scopre che Corey le ha mentito sul fatto che vive da solo. Roger ha difficoltà con il lavoro alla concessionaria di automobili. R. T. compra una vasca idromassaggio. Katie cerca di rendere tutti più rispettosi dell'ambiente.

## Corey's Remix
- Diretto da: Terry Hughes
- Scritto da: Terry Turner

### Trama
Corey registra una canzone sulla sua rottura con Sophia, e Katie la mixa in una canzone dance e la suona al club, con grande disappunto di Corey. Roger viene licenziato dal suo lavoro alla concessionaria di automobili. Corey flirta con Tuesday, invitandola al Club Berlin. Lei lo manda a quel paese, ma si sente in colpa e si presenta comunque al club alla fine dell'episodio.

## My Dead Friend
- Diretto da: Terry Hughes
- Scritto da: Christine Zander

### Trama
Un cliente abituale del club muore e suo padre pensa erroneamente che Corey fosse suo amico e gli chiede di fare un elogio funebre al suo funerale. Corey scopre che "Tuesday" è in realtà il cognome di Tuesday e che la sua prima iniziale è "J". Roger è ossessionato dal trovare il cugino del morto, che possiede una redditizia concessionaria di automobili a Chula Vista, in California. Corey non sa cosa dire, quindi Tuesday lo aiuta, dicendogli finalmente il suo nome di battesimo, June, nel tentativo di convincerlo a fidarsi di lei. Sophia continua a perseguire la sua cotta per Katie e cerca di organizzare un trio con loro due e Owen. Un ubriaco che vende spesso dischi alla Permanent Record dà inconsapevolmente a Margaret una copia della versione "butcher cover" dell'album Yesterday and Today dei Beatles. Non sa se tenerla o fare la cosa giusta e restituirla.

## Spring Break '84
- Diretto da: Terry Hughes
- Scritto da: Steve Joe e Greg Schaffer
- Guest star: Nathan West

### Trama
Katie si indebita con la carta di credito, quindi organizza un finto viaggio in "Messico" per le vacanze di primavera, che si rivela essere solo l'appartamento di Roger. R. T. crolla senza la guida quotidiana di Katie. Un ex compagno di liceo di Corey è ora una grande pop star e chiede a Tuesday di andare al suo spettacolo e nel backstage. Corey è depresso al pensiero che Tuesday veda qualcun altro, ma alla fine Tuesday non sopporta la musica di quel tizio. Roger compra un nuovo paio di pantaloni da paracadute che gli rendono impossibile sedersi.

## Katie's Birthday
- Diretto da: Terry Hughes
- Scritto da: Jenna Jolovitz

### Trama
Sophia organizza una festa di compleanno per Katie, dove Owen le fa la proposta, con grande imbarazzo di Katie. R. T. acquista una nuova videocamera, ma non sa come usarla. Roger si fa male alla caviglia ballando. Corey e Tuesday finalmente si baciano, dopo molta tensione e litigi, ma litigano ancora alla fine dell'episodio, ma quasi si baciano di nuovo. R. T. assume Sophia come direttrice delle vendite per Videx.

## After the Kiss
- Diretto da: Terry Hughes
- Scritto da: Tony Barbieri

### Trama
Le cose si scaldano tra Corey e Tuesday, ma lei scappa via al pensiero di una "relazione" etichettata. Katie invita Roger al suo corso di aerobica, e lui la fa impazzire con la sua danza. Sophia inizia a lavorare per la compagnia di R. T., e diventa una maniaca del controllo affamata di potere. Tuesday finalmente si riprende, e accetta di uscire con Corey dopo aver parlato con Margaret.

## Double date
- Diretto da: Terry Hughes
- Scritto da: Sarah McLaughlin & Lesley Wake
- Guest star: Tammy Lynn Michaels

### Trama
Corey e Tuesday escono per un appuntamento, Roger vuole che sia un doppio appuntamento, così Tuesday sceglie una ragazza a caso che lavora alla banca locale per lui. R. T. decide di diventare il portavoce della sua azienda, ma continua a distrarsi con le donne nel suo spot pubblicitario. Katie decide di abbandonare l'università, ma ha paura di dirlo al padre. Cambia facoltà, invece, dopo aver incontrato un vecchio professore. Tuesday si sente frustrato dallo stile di vita uniforme di Corey, ma alla fine lo accetta.

## Punk Club
- Diretto da: Terry Hughes
- Scritto da: Tiffany Zehnal

### Trama
Un nuovo locale punk apre in città e Tuesday ci va di nascosto senza informare Corey. Roger si brucia una parte dei capelli in macchina con una piastra per frisé portatile. Sophia convince Katie a smettere di pulire la casa, il che fa sì che R. T. non sia in grado di prendersi cura di sé stesso. Margaret diventa ossessionata da Footloose. Corey crede che Tuesday si imbarazzi a farsi vedere con lui, così Tuesday riporta Corey al locale, difendendo la sua immagine "normale" con tutti. La star adolescente degli anni '80 Tiffany è guest star nel ruolo di un dipendente del locale punk.

## Road Trip
- Diretto da: Terry Hughes
- Scritto da: Neil Edwards
- Guest stars: Pat Benatar, Neil Giraldo

### Trama
Dopo che i due si sono esibiti a un matrimonio, Katie firma con Corey per partecipare a Star Search. Corey ha dei ripensamenti sull'apparire in un talent show "mainstream", soprattutto dopo essere stato truccato. R. T. porta Sophia al matrimonio per fare bella figura con la sua ex moglie, e lei si trasferisce da lui, temporaneamente. Roger incontra e balla per Ed McMahon, che fa da guest star. Margaret ha paura di vedere Pat Benatar, a causa di un incidente pirotecnico di cui era stata responsabile anni prima.

## Beach Party
- Diretto da: Terry Hughes
- Scritto da: Linda Wallem

### Trama
Katie invita la gang a un barbecue sulla spiaggia, ma è solo un trucco per ripulire la spiaggia. La decisione di Corey di andare a vivere con Tuesday la spaventa e fa arrabbiare Roger. Debbie Gibson è guest star nel ruolo di una cliente di un negozio di dischi che fa impazzire Margaret. R. T. sta pensando di vendere la sua azienda a un concorrente, interpretato dalla guest star Morgan Fairchild. Lei e Sophia hanno una sessione di schiaffi in stile Dynasty. Tuesday, a modo suo, dice a Corey che lo ama e la serie finisce con i due che si baciano sulla spiaggia.

## Sophia's Depressed
- Diretto da: Terry Hughes
- Scritto da: Elaine Aronson
- Guest stars: Cynthia Daniel, John Taylor dei Duran Duran

### Trama
Sophia è depressa perché la sua sorella gemella, Bianca, sta per sposarsi. R. T. pensa di essere andato a letto con Patty, la ragazza di Roger. Il negozio di dischi viene danneggiato da un incendio elettrico e l'amico di Margaret, Zeke, lo ristruttura. Owen dice erroneamente a tutti sulla sua nave che lui e Katie si sono sposati ed è anche scoraggiato per il finale di M*A*S*H. Corey, stufo dell'appartamento "da pozzo" di martedì, le chiede di stare a casa sua, ma lei ha paura dello stile di vita "felice" della sua famiglia.